# Réserve naturelle de Xishuangbanna
La réserve naturelle de Xishuangbanna est une aire protégée située dans la préfecture autonome dai de Xishuangbanna de la province du Yunnan en Chine. Elle a été reconnue comme réserve de biosphère en 1993.